# Polizeiruf 110: Keiner von uns
Keiner von uns ist ein Fernsehfilm aus der Krimireihe Polizeiruf 110. Der vom Norddeutschen Rundfunk produzierte Beitrag ist die 395. Episode des Polizeiruf 110 und der 24. Fall der Ermittler Bukow und König. Die Erstausstrahlung erfolgte am 9. Januar 2022 im Ersten. Für den Schauspieler Charly Hübner ist es nach 24 Folgen der letzte Auftritt als Hauptkommissar Alexander Bukow.

## Handlung
Andrej „Tito“ Titolew, Inhaber eines Musikclubs und Nachfolger von Bukows Vater als Gangsterboss, wird während eines Live-Konzerts in seinem Büro ermordet. Die Abendkasse mit 29.000 Euro fehlt.
König und Bukow laden den Musiker Jo Mennecke vor, der alle mit seinen Starallüren nervt. Mennecke hatte, wie er nach einiger Zeit zugibt, Tito verprügelt und ihm das Geld abgenommen. Doch habe er ihn nicht getötet. Bei der Autopsie stellt sich heraus, dass Tito tatsächlich erst durch eine spätere Verletzung getötet worden sein kann. In Verdacht geraten nunmehr der serbische Mafiaboss Zoran Subocek, der nach einem längeren Gefängnisaufenthalt wieder im Rotlichtmilieu Fuß fassen will, und der rechtsextremistische Kriminelle Marlon Lemke, genannt „der Falke“.
Unterdessen wird Hauptkommissar Bukow von Subocek erpresst. Dieser verfügt über Sprachaufnahmen, die beweisen, dass Bukows Kollegin (und inzwischen auch Verlobte) Katrin König vor längerer Zeit Beweismittel manipuliert hat, um einen Täter, der wegen einer anderen Tat nicht mehr belangt werden konnte, ins Gefängnis zu bringen. Bukow wusste davon und hatte sie gedeckt. Bukow und König sollen nun als Handlanger für Subocek arbeiten. Die beiden Kommissare sollen den Neonazi Lemke alias den „Falken“, der offensichtlich Titos Mörder ist, im Garten seines Hauses erschießen und es wie einen normalen Polizeieinsatz aussehen lassen. König und Bukow beschließen, zum Schein darauf einzugehen. Vor Ort wollen sie jedoch beide Verbrecher verhaften und danach ihre dienstlichen Verfehlungen ihrem Vorgesetzten Röder melden – obwohl beide dafür Gefängnisstrafen erwarten.
Subocek sucht Lemke in dessen Haus auf, verwickelt ihn in eine Unterhaltung und lockt ihn ins Freie, wo der im Gebüsch lauernde Bukow ihn töten soll. Da jedoch inzwischen die Kripo-Kollegen nach Lemke fahnden, dessen Aufenthaltsort ausfindig gemacht haben und durch Handyortung mitbekommen haben, dass König und Bukow bereits dort sind, erscheint ein Streifenwagen mit Blaulicht. Lemke nimmt an, Subocek habe ihm die Polizei auf den Hals gehetzt. Bei einer Schießerei zwischen den beiden und ihren Komplizen gibt es mehrere Tote, Subocek erschießt Lemke. Bukow sucht und findet Subocek im Dachgeschoss des Hauses. Er hat inzwischen erfahren, dass Subocek nicht nur ihn in der Hand hat, sondern dass er auch mitschuldig ist an der Ermordung von Bukows Vater. Bukow erschießt Subocek.
Katrin König, die den Schuss gehört hat und entsetzt dazukommt, glaubt nicht, dass Bukow in Notwehr gehandelt hat. Sie verrät ihn nicht, stellt aber fest, nicht mit Bukow zusammenleben zu können. Bukow quittiert den Dienst und verlässt die Stadt.

## Hintergrund
Der Film wurde vom 10. November 2020 bis zum 9. Dezember 2020 an 22 Drehtagen in Rostock und Hamburg gedreht.
Dass Katrin König Beweismittel manipuliert hat, war Gegenstand der am 11. November 2018 gesendeten Folge Für Janina.

## Rezeption

### Kritiken
„Moore und seine Co-Autorin Anika Wangard schaffen es, die locker flatternden Erzählfäden zu bündeln, ohne dass das alles zu konstruiert wirkt – auch wenn man das Krimi-Wundertütchen und Abschiedsgrüßchen aus der Ergriffenheit des historischen Moments vielleicht ein wenig zu voll gepackt hat.“

### Einschaltquoten
Die Erstausstrahlung von Keiner von uns am 9. Januar 2022 wurde in Deutschland insgesamt von 9,24 Millionen Zuschauern gesehen und erreichte einen Marktanteil von 28,8 Prozent für Das Erste.